# Маніпуляція (фільм)
«Маніпуляція» — фільм 2010 року.

## Зміст
Цюрих, 1956 рік. У розпал Холодної війни в руки контррозвідників потрапляє скандальна фотографія, яка виставляє дуже відомого швейцарця радянським шпигуном. Агента департаменту з протидії шпигунству тривожать сумніви. Чи це справжнє фото? Чи не провокація? І навіщо підозрілий і дуже впливовий політтехнолог доктор Гаррі Вінд зробив цю фотографію?